# آندره‌آ ده ویتو
آندره‌آ ده ویتو(به ایتالیایی: Andrea De Vito) (زاده ۲۷ نوامبر ۱۹۹۱ در پاویا) دفاع چپ ایتالیایی است.

## آمار
| باشگاه            | فصل     | لیگ داخلی  | لیگ داخلی | جام داخلی  | جام داخلی | رقابت‌های اروپایی1 | رقابت‌های اروپایی1 | سایر مسابقات | سایر مسابقات | مجموع      | مجموع    |
| باشگاه            | فصل     | تعداد حضور | تعداد گل  | تعداد حضور | تعداد گل  | تعداد حضور        | تعداد گل          | تعداد حضور   | تعداد گل     | تعداد حضور | تعداد گل |
| ----------------- | ------- | ---------- | --------- | ---------- | --------- | ----------------- | ----------------- | ------------ | ------------ | ---------- | -------- |
| آ.ث. میلان\|میلان | ۲۰۰۹–۱۰ | ۱          | ۰         | ۱          | ۰         | ۰                 | ۰                 | –            | –            | ۲          | ۰        |
| آ.ث. میلان\|میلان | ۲۰۱۰–۱۱ | ۰          | ۰         | ۰          | ۰         | ۰                 | ۰                 | –            | –            | ۰          | ۰        |
| مجموع             | مجموع   | ۱          | ۰         | ۱          | ۰         | ۰                 | ۰                 | ۰            | ۰            | ۲          | ۰        |

1رقابت‌های اروپایی شامل لیگ قهرمانان اروپا.